# Chica (personaje)
Chica, también conocida como Chica the chicken, es una personaje ficticio creada por Scott Cawthon que pertenece a la franquicia de videojuegos Five Nights at Freddy's y se desempeña como una de las antagonistas principales dentro de la historia de los mismos. Es una robot animatrónico con apariencia de un pollo amarillo la cual está poseída por el fantasma de una niña asesinada por William Afton.
Su voz es interpretada por Jessica Weiss en la película Five Nights at Freddy's (película) de 2023.

## Apariencia
Chica tiene un cuerpo de color amarillo, su pico y sus patas son de color naranja, sus iris son de color rosa, además de ser el único personaje femenino del juego. Lleva alrededor de su cuello un babero de color blanco que tiene escrito en letras grandes "Let's eat!!!" (traducido al español "¡¡¡A comer!!!"). En el escenario, ella lleva una bandeja en su mano izquierda, en la cual lleva una magdalena rosada con iris amarillos, una vela de cumpleaños a rayas con una luz de vela hecha de vinilo, y sin envoltura. Al momento en que Chica sale del escenario, su magdalena desaparece.
Al igual que todos los demás animatrónicos, ella tiene un conjunto de dientes en bloques que sobresalen desde la parte baja de su pico. Los dientes de su endoesqueleto también se puede ver en la parte posterior de la boca, aunque estos sólo son claramente visibles en ciertas cámaras y ángulos.

## Historia dentro de los Videojuegos

### Antes deFive Nights at Freddy's 2
Chica fue creada junto con sus otros compañeros para servir como atracciones principales en una pizzería animatrónica cuyo nombre aún se desconoce.

### El Incidente de los Niños Desaparecidos
Un Miércoles 26 de junio de 1985, ocurrió un incidente en el que un hombre, vestido con un disfraz de mascota, atrajo a dos y eventualmente a cinco niños (Gabriel, Susie, Jeremy, Fritz y Cassidy) a la parte trasera de la pizzería y los asesinó. El sospechoso finalmente fue capturado, pero al final, ni los niños ni sus cuerpos fueron encontrados. Debido a esta falta de pruebas, el sospechoso fue dejado en libertad.
Entonces, el animatrónico conocido como Puppet, que estaba poseído por el alma de una niña Charlotte Emily (asesinada por el mismo ignoto), les da a estas víctimas una segunda oportunidad al introducir sus almas en los animatrónicos Freddy Fazbear, Bonnie, Chica, Foxy y Golden Freddy, para que todos juntos puedan vengarse de su asesino.

### Five Nights at Freddy's 2
En el año 1987, Fazbear Entertainment decide abrir un nuevo y mejorado Freddy Fazbear's Pizza. En un principio, planean reutilizar a los viejos animatrónicos y empiezan a instalarles parte del nuevo sistema de reconocimiento facial que querían utilizar. Sin embargo, estos modelos antiguos habían quedado desgastados y emanaban un olor desagradable después de tantos años de abandono, además de que consideraban que su apariencia era terrorífica para un público infantil. Debido a esto, abandonaron el proyecto y decidieron crear nuevos modelos; los animatrónicos Toy, los cuales poseen dicho reconocimiento facial, movilidad avanzada y la capacidad de caminar libremente durante el día. Chica y el resto de modelos viejos son dejados en la sala de Parts/Service como repuestos para los nuevos personajes.
Sin embargo, tanto los animatrónicos Toy como los antiguos comienzan a deambular por la pizzería durante la noche, dirigiéndose a la oficina y tratando de atrapar al guardia de turno para posteriormente introducirlo en un traje de Freddy Fazbear, debido a que supuestamente lo confunden con un endoesqueleto metálico, y está contra las reglas que uno carezca de su traje.
Después de varios días, el local cierra debido al mal funcionamiento de los animatrónicos Toy, quienes actuaban agresivamente hacia el personal y los adultos en general, sumado a un incidente relacionado con la desaparición de un traje amarillo. El CEO de Fazbear Entertainment promete que volverán a abrir con un presupuesto más económico y que reutilizarán los modelos antiguos, ya que los Toy fueron destruidos.

### Five Nights at Freddy's
Tal y como fue prometido, Freddy Fazbear's Pizza vuelve a abrir sus puertas nuevamente con un presupuesto relativamente más bajo y un local más pequeño. Los animatrónicos son re-modelados con un nueva apariencia y endoesqueleto, y puestos como la atracción principal del restaurante.
No sé tiene muchos datos que indiquen la recepción que tuvo la pizzería en sus primeros momentos de apertura, pero su reputación empieza a decaer cuando los padres comienzan a denunciar la presencia de sangre y mucosidad en los animatrónicos, además de un horrible olor que provenían de ellos, comparándolos como "cadáveres reanimados".
Chica y el resto de personajes no tienen permitido desplazarse durante el día, pero se los deja deambular por la noche para que sus servomotores no se bloqueen. Sin embargo, su comportamiento inusual y "paranormal" preocupa a la empresa, y contratan guardias nocturnos para que los mantengan vigilados. Muchos de estos guardias terminan siendo asesinados brutalmente al ser introducidos en trajes de Freddy Fazbear, debido a que aparentemente los animatrónicos seguían confundiéndolos con endoesqueletos desnudos.
Debido a las denuncias, el departamento de salud termina por clausurar el lugar, bloqueando y dejando abandonado el edificio con sus animatrónicos aún en el interior.

### Five Nights at Freddy's 3
Después del cierre de Freddy Fazbear's Pizza, el asesino y culpable del incidente de los niños desaparecidos entra al abandonado local con el objetivo de destruir a los animatrónicos. Para ello, los atrae hasta un sala oculta que no figura en su base de datos, y una vez que quedan despistados los desmantela a cada uno, siendo Chica la segunda de ellos.
Sin embargo, destruirlos provoca que las almas en el interior se liberen y acorralan a su asesino en la sala escondida, la cual ocultaba uno de los Trajes híbridos: Spring Bonnie. Tratando de ocultarse y salvarse, el asesino de nombre William Afton se viste con el traje para engañarlos. Pero la inestabilidad del mismo provoca que los "spring-locks" se aflojen y que las partes mecánicas que comprimían comiencen a aplastar brutalmente el cuerpo de William. Viendo que su asesino había sufrido el mismo destino que ellos, las almas de los niños finalmente encuentran la paz.
Los restos de Chica y los demás animatrónicos serían encontrados por los dueños de Fazbear's Fright: The Horror Attraction 30 años más tarde, para servir como decoración para la nueva atracción.

### Ultimate Custom Night
En el "mashup definitivo de FNaF" Chica, tanto su versión Original como Withered, son una de los 58 animatrónicos que regresan como antagonistas para la Ultimate Custom Night, siendo su versión Original el tercer y su versión Withered el 11vo personaje de la lista de animatrónicos personalizables.

## Apariciones en la cultura popular

### Televisión
- En The Tonight Show Starring Jimmy Fallon, en un segmento de "Notas de agradecimiento", Jimmy Fallon mencionó a Chica y dijo: "Gracias, Chica de Five Nights at Freddy's, por ser también el disfraz de Halloween más popular del próximo año, Meth Tweety Bird".
- En LEGO Jurassic World: Leyenda de Isla Nublar, cuando los dinosaurios robóticos están construidos y terminados, Vic Hoskins pregunta si podrán actuar como artistas en los restaurantes, y después de que Owen dice que no, Vic se siente decepcionado porque no puede usar sus inútiles baberos gigantes de "Let's eat!!!.

## Apariciones

### Videojuegos
- Five Nights at Freddy's
- Five Nights at Freddy's 2
- Five Nights at Freddy's 3
- Freddy Fazbear's Pizzeria Simulator
- Ultimate Custom Night
- Five Nights at Freddy's VR: Help Wanted
- Five Nights at Freddy's AR: Special Delivery
- Freddy in Space 2
- Five Nights at Freddy's: Security Breach
- Freddy in Space 3: Chica in Space
- Five Nights at Freddy's: Help Wanted 2
- Five Nights at Freddy's: Into the Pit

### Novelas
- Five Nights at Freddy's: The Silver Eyes
- Five Nights at Freddy's: The Twisted Ones
- Five Nights at Freddy's: The Freddy Files
- Five Nights at Freddy's: Survival Logbook
- Five Nights at Freddy's: Fazbear Frights 1: Into the Pit
- Five Nights at Freddy's: Fazbear Frights 2: Fetch
- Five Nights at Freddy's: Fazbear Frights 4: Step Closer
- Five Nights at Freddy's: Fazbear Frights 8: Gumdrop Angel
- Five Nights at Freddy's: Fazbear Frights 9: The Puppet Carver
- Five Nights at Freddy's: Fazbear Frights 10: Friendly Face
- Five Nights at Freddy's: The Ultimate Guide
- Tales from the Pizzaplex 2: HAPPS
- Tales from the Pizzaplex 3: Somniphobia
- Tales from the Pizzaplex 4: Submechanophobia
- Five Nights at Freddy's Character Encyclopedia
- Tales from the Pizzaplex 6: Nexie

### Películas
- Five Nights at Freddy's